# 1212
Високе Середньовіччя •  Золота доба ісламу •  Реконкіста •  Хрестові походи •  Київська Русь

## Геополітична ситуація
Візантійська імперія розпалася на кілька держав. Оттон IV є імператором Священної Римської імперії (до 1218), а Фрідріх II — королем Німеччини. Філіп II Август править у Франції (до 1223).
Апеннінський півострів розділений: північ належить Священній Римській імперії, середню частину займає Папська область, більша частина півдня належить Сицилійському королівству. Деякі міста півночі: Венеція, Піза, Генуя тощо, мають статус міст-республік, частина з яких об'єднана Ломбардською лігою.
Південь Піренейського півострова в руках у маврів. Північну частину півострова займають християнські Кастилія, Леон (Астурія, Галісія), Наварра, Арагонське королівство (Арагон, Барселона) та Португалія. Іоанн Безземельний є королем Англії (до 1216), а королем Данії — Вальдемар II (до 1241).
У Києві княжить Мстислав Романович Старий (до 1223), у Галичі — Мстислав Ярославич Німий, у Володимирі-на-Клязмі ведуть боротьбу за престол сини Всеволода Великого Гнізда. Новгородська республіка та Володимиро-Суздальське князівство фактично відокремилися від Русі. У Польщі період роздробленості. На чолі королівства Угорщина стоїть Андраш II (до 1235).
В Єгипті, Сирії та Палестині править династія Аюбідів, невеликі території на Близькому Сході утримують хрестоносці. У Магрибі панують Альмохади. Сельджуки окупували Малу Азію. Хорезм став наймогутнішою державою Середньої Азії, а Делійський султанат — Північної Індії. Чингісхан розпочав свої завоювання. У Китаї співіснують держава ханців, де править династія Сун, держава чжурчженів, де править династія Цзінь, та держава тангутів Західна Ся. На півдні Індії домінує Чола. В Японії триває період Камакура.

## Події
- Інгвар Ярославич та Мстислав Романович Старий змістили Всеволода Чермного з київського престолу. Княжити в Києві став Мстислав.
- Галичани прогнали з міста малолітнього Данила Романовича й посадили на престол Мстислава Ярославича Німого.
- Помер володимиро-суздальский князь Всеволод Велике Гніздо. Він передав владу молодшому сину Юрію, але старший син Костянтин не погодився з батьківським заповітом.
- 16 липня — християни розбили Альмохадів у битві при Навас-де-Толосі в Іспанії.
- Невдачею завершився Дитячий хрестовий похід.
- На півдні Франції тривають Альбігойські війни.
- Засновано Орден кларисинок.
- Триває підкорення монголами держави чжурчженів Цзінь. До монголів приєдналися підкорені чжурчженями кидані.
- У Самарканді спалахнуло повстання проти Хорезму, але Ала ад-Дін Мухаммад придушив його. Загинув останній представник династії Караханідів.
- Камо но Тьомей написав класичний японський прозовий твір Ходзьокі.